# Masataka Ogawa
Masataka Ogawa (小川 正孝?   21 de febrero de 1865 - 1 de julio de 1930) fue un químico japonés conocido por el descubrimiento del «Niponio» (nipponium) (Np).

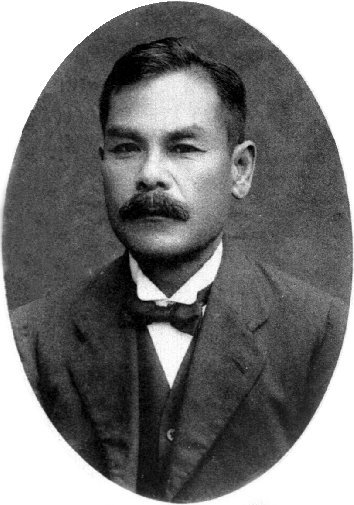
Masataka Ogawa

Tras graduarse en la Universidad de Tokio, estudió junto a William Ramsay en Londres, donde trabajó en el análisis de la torianita, un mineral muy escaso en la corteza terrestre. En 1908 fue capaz de extraer y aislar del mineral una pequeña cantidad de una sustancia aparentemente desconocida, que anunció como el elemento químico 43 y a la que llamó nipponium, en honor de su país natal. Publicó sus resultados en 1909, investigación reseñada en el Journal of the American Chemical Society. Recibió por su trabajo el doctorado y el más alto premio de la Sociedad de Química de Tokio.
Sin embargo, ningún otro investigador fue capaz de reproducir su descubrimiento, así que su anuncio fue olvidado.
La investigación de H. K. Yoshinara en 2004, tras revisar una copia del espectro de rayos X de la muestra de torianita en la que Ogawa encontró el niponio grabada en una placa fotográfica preservada por la familia del químico japonés, resolvió que, si bien no descubrió el elemento 43, tecnecio, que fue finalmente aislado en 1937 por un equipo científico italiano, aparentemente aisló el elemento 75, renio, que no sería identificado correctamente hasta 1925.
Por esta razón, el «niponio» es considerado el renio y la abreviatura propuesta por Ogawa, Np, se usó para el neptunio.